# میرزا جمیل الدین عالی
میرزا جمیل الدین عالی (انگلیسی: Jamiluddin Aali؛ زادهٔ ۲۰ ژانویهٔ ۱۹۲۶) یک شاعر، و خبرنگار اهل پاکستان است.